# Chaubardiella
Genre
Chaubardiella est un genre d'orchidées épiphytes défini par Leslie Andrew Garay en 1969 quand il a ajouté quatre espèces classées auparavant dans les genres Stenia, Kefersteinia, Chondrorhyncha et Chaubardia. On compte à ce jour dix espèces sympodiales dans ce genre qui sont distribuées dans les zones tropicales à flanc de montagne des Andes du Surinam au Pérou, y compris le Costa Rica.

## Espèces
Espèce type: Chaubardiella tigrina [Garay & Dunsterville] Garay (1969)
- Chaubardiella chasmatochila
- Chaubardiella dallessandroi
- Chaubardiella heteroclita
- Chaubardiella hirtzii
- Chaubardiella klugii
- Chaubardiella pacuarensis Jenny (1989)
- Chaubardiella pubescens Ackerman (1981)
- Chaubardiella subquadrata (Schltr.) Garay (1969)
- Chaubardiella surinamensis
- Chaubardiella tigrina